# Stadion Crvena zvezda
Stadion „Rajko Mitić” višenamjenski je stadion u Beogradu, u Srbiji. Najčešće se koristi za odigravanje nogometnih utakmica i na tom prostoru svoje domaće utakmice igra FK Crvena zvezda.
27. prosinca 1959. godine FK Crvena zvezda je odigrala posljednju utakmicu na svom starom stadionu. Momčad Novoga Sada bila je suparnik na oproštaju od dotrajaloga igrališta, sagrađenoga još 1927. godine.
S njim je otišao i dio nogometne povijesti. Na tom igralištu Moša Marjanović postigao je pogodak Zamori, savladan je Planička, a nakon Drugoga svjetskog rata odigrane su mnoge lijepe i uzbudljive utakmice.
Nakon oproštajne utakmice stadion je porušen i na njegovim temeljima počela je izgradnja novoga, modernoga športskog objekta. Prethodno, kako bi se došlo do površine novog terena, 12 metara nižeg od ranijeg, trebalo je izbaciti preko 350.000 kubika zemlje i 15.000 kubika kamena. 
Taj novi stadion svjetlost dana prvi je put ugledao tri godine kasnije. Svoje je prodavaonice karata otvorio 1. rujna 1963. godine na prvenstvenoj utakmici s Rijekom (2:1). Tada je na još uvijek nedovršenim tribinama, kroz petnaest osposobljenih ulaza širine pet metara, prošlo 55.000 gledatelja, a rekord te jeseni bio je zabilježen u derbiju s Partizanom – 74.000 gledatelja. Sljedeće godine, nakon što je stadion potpuno završen, kapacitet je iznosio 110.000 gledatelja.
Prvi pogodak na zvezdinoj “Marakani” postigao je Trifun Mihajlović, u susretu pionira Zvezde i Jedinstva iz Zemuna, predigri prvenstvenog susreta s Rijekom. Prvi poznati, prvoligaški pogodak, djelo je Riječanina Vukoja, dok je prvi pogodak za seniorski tim Crvene zvezde postigao Dušan Maravić, na istoj utakmici.
Ako se gleda po broju prodanih ulaznica, rekord beogradske “Marakane” postavljen je 23. travnja 1975. godine na utakmici poluzavršnice Kupa kupova s mađarskim Ferencvárosom (2:2). Sigurno je na tribinama s kupljenim kartama bilo 96.070 ljudi, ali se procjenjuje da je te travanjske noći zapravo bilo prisutno svih 110.000 gledatelja, koliki je tada bio kapacitet stadiona.
U međuvremenu, ta je brojka drastično smanjena. Prateći modernizaciju i istodobno ispunjavajući zahtjeve Europske nogometne unije, u cilju povećanja komfora navijača i njihove sigurnosti, ukinuta su stajaća mjesta na stadionu. Postavljene su stolice na sve četiri tribine, tako danas kapacitet stadiona sigurno iznosi 51.755 sjedećih mjesta.
Među rekordnim utakmicama na beogradskoj “Marakani” ubraja se i susret završnice Kupa prvaka između Ajaxa i Juventusa (1:0), odigran 30. travnja 1973. godine. Na tribinama je bilo 91.564 gledatelja s kupljenim ulaznicama, što je treća najposjećenija utakmica na popisu.